# Runda tornet

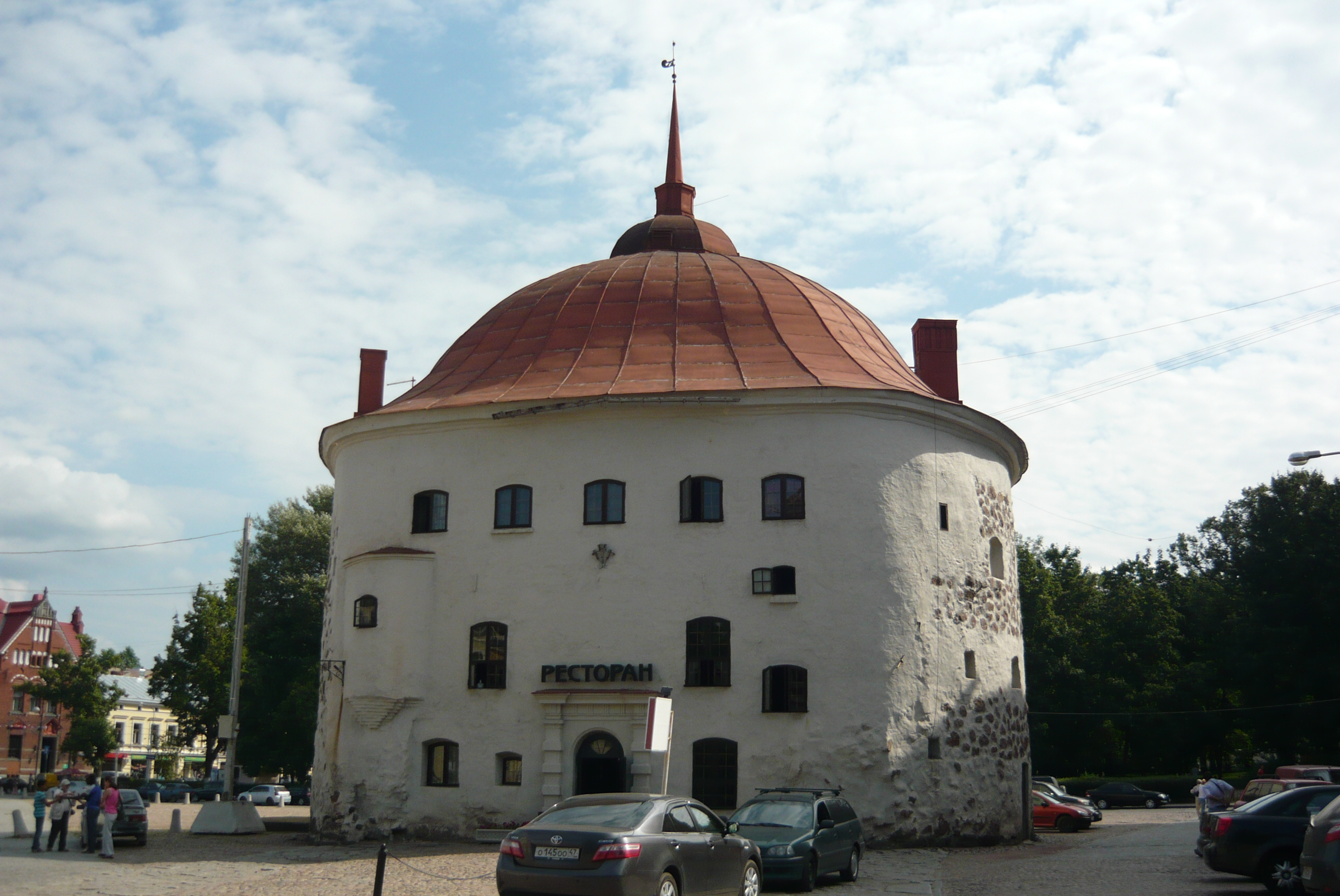
Runda tornet

Runda tornet (ryska: Круглая башня, finska: Pyöreä torni) är en befästning från Gustav Vasas tid i den ryska staden Viborg. Det byggdes som vapensmedja år 1547–1550 för att förstärka Viborgs medeltida stadsmur.
Under finska tiden renoverades tornet 1938 till restaurang med ritningar av arkitekt Uno Ullberg. I dag hyser Runda tornet en av Viborgs finare restauranger och är en av stadens mest kända sevärdheter.